# Paul Pfund
Paul Pfund (* 1895 in Halle (Saale); † nicht ermittelt) war ein deutscher Maler und Grafiker.

## Leben
Er stammte aus der preußischen Provinz Sachsen und studierte von 1919 bis 1924 an der Kunstakademie in Berlin. Danach ließ er sich in Berlin-Wilmersdorf als Maler und Gebrauchsgrafiker nieder. Er arbeitete u. a. als Designer für die Deutsche Lufthansa. Von 1933 bis 1945 war er Präsident des Bundes der Deutschen Gebrauchsgraphiker und Mitglied der Reichskulturkammer. Daneben trat er dem Kampfbund für deutsche Kultur bei. Bei den Kunstwettbewerben der Olympischen Sommerspiele 1936 war er Preisrichter der Kategorien „Gebrauchsgrafik“, „Grafik“, „Gemälde“ und „Zeichnungen und Aquarelle“. Das Adressbuch verzeichnete ihn 1943 als Professor und Maler im Schiffbauerdamm 19 und mit der Wohnanschrift Kaiserdamm 5.
Zu seinen Werken zählen Buchumschläge für Veröffentlichungen von Egon Erwin Kisch. 

## Ehrungen
Aus Anlass des 50. Geburtstages von Adolf Hitler wurde er am 20. April 1939 zum Professor ernannt.

## Sicher belegte Teilnahme an Ausstellungen in der Zeit des Nationalsozialismus
- 1933: Berlin, Haus Günther Deneke, und Chemnitz, König-Albert-Museum („Die Gemeinschaft“)
- 1937/1938: Leipzig, Museum der bildenden Künste („7. Große Leipziger Kunstausstellung. Leipziger Künstler unserer Zeit“)